# A Postcard from California
A Postcard from California è un album di Al Jardine, pubblicato dall'etichetta discografica Fontana nel 2010.

## Tracce
1. A Postcard From California
2. California Deelin
3. Looking Down the Coast
4. Dont Fight the Sea
5. Interlude
6. Campfire Scene
7. A California Saga
8. Help Me Rhonda